# Fraternité (association)
Pour les articles homonymes, voir Fraternité (homonymie).
On nomme fraternités un certain nombre d'associations légales ou non dont les membres se considèrent comme frères généralement à la suite d'une initiation ou d'une intronisation dont les détails cérémoniels sont souvent secrets. Il existe de nombreuses fraternités de par le monde.
Les plus connues sont la franc-maçonnerie et ses différentes obédiences, les fraternités d'étudiants aux États-Unis, en Grande-Bretagne ainsi que dans les pays germanophones, francophones et scandinaves.
Les confréries et archiconfréries religieuses, et corporations de métiers sont aussi des fraternités.
Il a existé également des sociétés secrètes politiques comme les sociétés irlandaises (Irish Republican Brotherhood), sud-américaines (loges lautarines), italienne (Jeune Italie et Jeune Europe, Carbonari), française (Charbonnerie, Marianne), la Filikí Etería grecque de la guerre d'indépendance grecque.
Il existe enfin des sociétés criminelles qui correspondent à cette typologie, notamment en Italie (Cosa Nostra, Camorra, etc.) et en Chine (Triades) ou au Japon (société des Yakuza).

## Particularité des fraternités étudiantes américaines
Une fraternité, en anglais fraternity, est une société (qui peut être secrète ou pseudo-secrète) d'étudiants et d'anciens étudiants universitaires.
Ces organisations se retrouvent en grand nombre aux États-Unis et au Canada et se sont répandues dans d'autres pays comme les Philippines et la Pologne. Elles n'ont pas toujours réussi à s'implanter de façon durable dans les universités francophones malgré de nombreuses tentatives, à deux exceptions près : Sigma Phi Delta importé par un Français membre d'un chapter aux États-Unis, et Sigma Theta Pi (en) présente dans cinq villes françaises et quatre québécoises.
Habituellement, elles se donnent un nom composé de parfois deux, mais plus souvent trois lettres grecques.
Lorsque la société est composée exclusivement de femmes, on parle alors de sororité — du latin soror (« sœur »).
| Fraternités - Phi Beta Kappa 1776 - Alpha Sigma Phi 1845 - Zeta Psi 1870 - Phi Delta Theta 1873 - Chi Phi 1875 - Delta Kappa Epsilon 1876 - Beta Theta Pi 1879 - Phi Gamma Delta 1881 - Sigma Nu 1892 - Chi Psi 1895 - Delta Upsilon 1896 - Alpha Tau Omega 1900 - Theta Delta Chi 1900 - Kappa Sigma 1901 - Alpha Chi Sigma 1902 - Theta Tau 1904 - Acacia Fraternity 1905 - Kappa Delta Rho 1905 - Alpha Delta Phi 1908 - Delta Chi 1910 - Sigma Phi Epsilon 1910 (refondée en 2003) - Lambda Chi Alpha 1913 - Sigma Pi 1913 (1894 sous le nom de Pirate Club) - Phi Kappa Tau 1921 (1916 sous le nom de Orund Club) - Zeta Beta Tau 1921 - Alpha Phi Alpha 1922 - Pi Lambda Phi 1922 - Alpha Phi Omega 1925 - Pi Alpha Phi 1926 - Alpha Gamma Omega 1938 - Kappa Alpha Psi 1947 - Alpha Epsilon Pi 1949 - Lambda Theta Phi 1975 - Lambda Phi Epsilon 1988 - Alpha Xi Omega 1997 (1914 sous le nom de Alpha Kappa Lambda) - Mu Omicron Zeta 1992 - Delta Tau Delta - Pi Kappa Alpha - Pi Kappa Phi 1904 - Sigma Alpha Epsilon - Sigma Alpha Mu - Sigma Chi - Sigma Phi 1912 - Tau Kappa Epsilon 1899 - Fraternité la plus développée aux États-Unis en nombre de Chapters (274) - Theta Chi - Theta Xi - Phi Sigma Alpha 1928 - Sigma Theta Pi 2003 - Sigma Phi Delta - Beta Sigma Delta 2010 - Beta Delta Xi - Fraternité des ely@ - Sigma Gamma 2011 (GE,switzerland) - Kappa Delta Tau 2011 (Paris) - Delta Théta Xi 2012 (Trois-Rivières, Qc) - Epsilon Delta Phi 2014 (Trois-Rivières, Qc) | Sororités - Kappa Kappa Gamma 1870 - Kappa Alpha Theta 1890 - Gamma Phi Beta 1894 - Pi Beta Phi 1900 - Delta Delta Delta 1900 - Alpha Phi 1901 - Chi Omega 1902 - Alpha Omicron Pi 1907 - Delta Gamma 1907 - Alpha Xi Delta 1909 (fermée depuis 1969) - Alpha Chi Omega 1909 - Sigma Kappa 1910 - Alpha Delta Pi 1913 - Alpha Gamma Delta 1915 (fermée) - Delta Zeta 1915 (fermée depuis 1969) - Zeta Tau Alpha 1915 (fermée depuis 1969) - Phi Mu 1916 (fermée) - Kappa Delta 1917 (fermée depuis 1969) - Delta Sigma Theta 1921 - Alpha Kappa Alpha 1921 - Alpha Epsilon Phi 1923 (fermée) - Alpha Delta Chi 1929 - Delta Phi Epsilon 1948 (fermée depuis 1968) - Alpha Kappa Delta Phi - Sigma Omicron Pi - Sigma Phi Omega - Iota Thêta Pi - Zeta Lambda Zeta 2010 - Nu Delta Mu 2011 - Beta Lambda Phi 2012 - Kappa Kappa Tau 2015 (Vire, FR) |

### Union Triad
L'Union Triad est composée des trois fraternités générales toutes fondées à l'Union College de Schenectady, New York : la Kappa Alpha Society (créée en 1825), la Sigma Phi (1827) et Delta Phi (1827). Aucune organisation formelle n'existe pour organiser l'union de ces trois Fraternités.
Ces trois organisations sont les plus anciennes fraternités sociales « à lettre Grecque » existantes sans discontinuité en Amérique du Nord. L'Union College et l'Université de Miami (pour la Miami Triad) sont considérés comme les « Mères des Fraternités ».
On trouve d'autres fraternités qui doivent leur naissance à l'Union College, parmi celles-ci :
- Psi Upsilon
- Chi Psi
- Theta Delta Chi

## Particularité française
Bien que beaucoup d'organisations puissent selon les standards nord-américains être qualifiées de fraternité, ce terme est en général cantonné en France aux organisations religieuses   (exemple Fraternité Saint-Pierre). Autrefois les fraternités concernaient les hommes ( Ex: Fraternité St Michel  ) tandis que les femmes se regroupaient en "sororités". De nos jours les organisations mixtes portent en général la désignation "fraternité"  qui est donc devenu un nom neutre .  
Les usages laïcs sont plus rares en France : à  la différence de l'usage américain, la plupart des sociétés d'anciens élèves rejettent ce terme, le considérant comme péjoratif[réf. nécessaire]. De même pour les associations estudiantines, le terme de fraternité y est souvent vu comme un anglicisme mal venu au sein d'organisations possédant déjà un vocabulaire propre (par exemple la Faluche). Le terme Alumni est plus répandu, bien qu'il s'agisse là encore d'un anglicisme.  Par exemple bien que la devise des gadzarts soit « fraternité », ceux-ci appartiennent à des associations, l'UEENSAM pendant leur scolarité et la société des ingénieurs Arts et Métiers ensuite et non à une « fraternité ».